# Макдональд (Огайо)
Макдональд (англ. McDonald) — селище (англ. village) в США, в окрузі Трамбалл штату Огайо. Населення — 3172 особи (2020).

## Географія
Макдональд розташований за координатами 41°9′48″ пн. ш. 80°43′23″ зх. д. / 41.16333° пн. ш. 80.72306° зх. д. (41.163384, -80.723101).  За даними Бюро перепису населення США в 2010 році селище мало площу 4,37 км², уся площа — суходіл.

## Демографія
Згідно з переписом 2010 року, у селищі мешкали 3263 особи в 1269 домогосподарствах у складі 940 родин. Густота населення становила 747 осіб/км².  Було 1370 помешкань (313/км²).
Расовий склад населення:
| - 97,3 % — білих - 1,1 % — чорних або афроамериканців - 0,2 % — корінних американців - 0,2 % — азіатів |

До двох чи більше рас належало 1,1 %. Частка іспаномовних становила 1,5 % від усіх жителів.
За віковим діапазоном населення розподілялося таким чином: 24,2 % — особи молодші 18 років, 60,9 % — особи у віці 18—64 років, 14,9 % — особи у віці 65 років та старші. Медіана віку мешканця становила 41,3 року. На 100 осіб жіночої статі у селищі припадало 93,9 чоловіків;  на 100 жінок у віці від 18 років та старших — 90,3 чоловіків також старших 18 років.
Середній дохід на одне домашнє господарство  становив 55 714 долари США (медіана — 48 964), а середній дохід на одну сім'ю — 64 026 доларів (медіана — 52 321). Медіана доходів становила 44 375 доларів для чоловіків та 33 958 доларів для жінок. За межею бідності перебувало 14,1 % осіб, у тому числі 29,5 % дітей у віці до 18 років та 3,0 % осіб у віці 65 років та старших.
Цивільне працевлаштоване населення становило 1412 особи. Основні галузі зайнятості: виробництво — 20,8 %, освіта, охорона здоров'я та соціальна допомога — 20,8 %, роздрібна торгівля — 15,2 %, мистецтво, розваги та відпочинок — 10,7 %.